# Кетувим
„Кетувим“ (на иврит: כְּתוּבִים‎, „Писания“) е третото главно подразделение на Еврейската Библия, след „Тора“ и „Невиим“. То е канонизирано значително по-късно от тях, към края на I век, и съдържа текстове с разнородно съдържание.
„Кетувим“ включва единадесет от 24-те книги на Еврейската Библия:
- Поетични книги
  - Псалтир
  - Книга Притчи Соломонови
  - Книга на Иова
- Петте свитъка
  - Книга Песен на песните
  - Книга Рут
  - Книга Плач Иеремиев
  - Книга на Еклесиаста
  - Книга Естир
- Други
  - Книга на пророк Даниила
  - Книга Ездра-Неемия (в православния канон разделена на две книги – Първа книга на Ездра и Книга на Неемия)
  - Книга Паралипоменон (в православния канон разделена на две книги – Първа книга Паралипоменон и Втора книга Паралипоменон)